# Łyżwiarstwo szybkie na Zimowych Igrzyskach Azjatyckich 1996
Łyżwiarstwo szybkie na Zimowych Igrzyskach Azjatyckich 1996 rozegrane zostało w chińskim mieście Harbin. Mężczyźni rywalizowali w pięciu konkurencjach, kobiety zaś w czterech.
Łyżwiarstwo szybkie w programie tych zawodów pojawiło się trzeci raz.

## Klasyfikacja medalowa
| Klasyfikacja medalowa | Klasyfikacja medalowa | Klasyfikacja medalowa | Klasyfikacja medalowa | Klasyfikacja medalowa | Klasyfikacja medalowa |
| Miejsce               | Reprezentacja         | Złoto                 | Srebro                | Brąz                  | Razem                 |
| --------------------- | --------------------- | --------------------- | --------------------- | --------------------- | --------------------- |
| 1                     | Japonia               | 5                     | 5                     | 3                     | 13                    |
| 2                     | Kazachstan            | 2                     | 1                     | 4                     | 7                     |
| 3                     | Korea Południowa      | 2                     | 1                     | 1                     | 4                     |
| 4                     | Chiny                 | 2                     | 0                     | 1                     | 3                     |
| Razem                 | Razem                 | 11                    | 7                     | 9                     | 27                    |

## Medaliści
| Konkurencja  | 1. miejsce                           | 2. miejsce         | 3. miejsce          |
| ------------ | ------------------------------------ | ------------------ | ------------------- |
| Mężczyźni    |                                      |                    |                     |
| 500 metrów   | Jegal Seong-ryeol Takahiro Hamamichi | –                  | Kim Yun-man         |
| 1000 metrów  | Yusuke Imai                          | Kim Yun-man        | Wadim Szakszakbajew |
| 1500 metrów  | Yusuke Imai                          | Shinya Tanaka      | Siergiej Cybenko    |
| 5000 metrów  | Mitsuru Watanabe                     | Daigo Miyaki       | Jewgienij Sanarow   |
| 10000 metrów | Shigekazu Nemoto                     | Radik Bikczentajew | Jewgienij Sanarow   |
| Kobiety      |                                      |                    |                     |
| 500 metrów   | Wang Manli Xue Ruihong               | –                  | Jin Hua             |
| 1000 metrów  | Chun Hee-joo                         | Aki Tonoike        | Chiyo Kadota        |
| 1500 metrów  | Ludmiła Prokaszewa                   | Aki Tonoike        | Eriko Seo           |
| 3000 metrów  | Ludmiła Prokaszewa                   | Eriko Seo          | Saori Igami         |